# Christiane Paul
Pour les articles homonymes, voir Paul.
Christiane Paul, née le 8 mars 1974 à Berlin-Pankow dans l'ex-RDA, est une actrice de cinéma et de télévision allemande.

## Filmographie

### Cinéma
- 1992 : Deutschfieber, de Niklaus Schilling
- 1993 : Ich und Christine de Peter Stripp
- 1994 : Ex de Mark Schlichter
- 1995 : Unter der Milchstraße de Matthias X. Oberg
- 1996 : Workaholic de Sharon von Wietersheim
- 1997 : Dumm gelaufen de Peter Timm
- 1997 : La vie est un chantier (Das Leben ist eine Baustelle) de Wolfgang Becker
- 1997 : Paradis express (Knockin' on Heaven's Door) de Thomas Jahn
- 1999 : Die Häupter meiner Lieben de Hans-Günther Bückling
- 1999 :  Marlene de Joseph Vilsmaier
- 2000 : Julie en juillet (Im Juli), de Fatih Akın
- 2000 : Freunde, de Martin Eigler
- 2002 : Väter de Dani Levy
- 2002 : Echte Kerle de Christian Zübert
- 2004 : Im Schwitzkasten de Eoin Moore
- 2006 : Reine Formsache de Ralf Huettner
- 2007 : Neues vom Wixxer de Cyrill Boss, Philipp Stennert
- 2008 : La Vague (Die Welle) de Dennis Gansel
- 2008 : La Poussière du temps de Theodoros Angelopoulos
- 2010 : Jerry Cotton de Cyrill Boss, Philipp Stennert
- 2010 : L'Homme-chat (Der grosse Kater) de Wolfgang Panzer (de)
- 2011 : Die Vampirschwern de Wolfgang Groos
- 2014 : Playing Doctor (Doktorspiele) de Marco Petry : la mère d'Andi
- 2019 : Was gewesen wäre (Retour à Budapest), de Florian Koerner von Gustorf
- 2022 : Le Brigand Briquambroque (Der Räuber Hotzenplotz) de Michael Krummenacher (de) : Mme Latremblote

### Télévision
- 1994 : Nur der Sieg zählt de Uwe Janson
- 1997 : Der Pirat de Bernd Schadewald
- 1997 : Mammamia de Sandra Nettelbeck
- 1998 : Zucker für die Bestie de Markus Fischer
- 2001 : Himmelreich auf Erden de Thorsten C. Fischer
- 2003 : Außer Kontrolle de Christian Görlitz
- 2004 : Küss mich Hexe de Diethard Küster
- 2005 : Die Nacht der großen Flut de Raymund Ley
- 2006 : Die Tote vom Deich de Matti Geschonneck
- 2012 : Das Adlon. Eine Familiensaga (de)
- 2013 : Apocalype révolution de Hansjörg Thurn : Sophie Ritter
- 2013 : Unsere Mütter, unsere Väter de Philipp Kadelbach
- 2015 : Unterm Radar (de) (Prise au piège) de Elmar Fischer (de) : Elke Seeberg[1].
- 2016 : Paranoid
- 2018 : Counterpart
- 2019 : Les Rivières pourpres
- 2019 : 8 Jours
- 2020 : Parlement de Noé Debré : Ingeborg Becker
- Depuis 2021 : FBI: international: dans le rôle de Katrin Jaeger. Un agent d'Europol multilingue originaire d'Allemagne qui sert de liaison à l'équipe.
- 2024 :  ConcordIA, série télévisée de Barbara Eder : Juliane

## Récompenses
- 1998 : Goldene Kamera, meilleure actrice dans un second rôle[2].
- International Emmy Awards 2016 : Meilleure actrice pour Unterm Radar